# Colin S. Gray
Colin S. Gray, född den 29 december 1943 i Oxfordshire, Storbritannien, död den 27 februari 2020, var en brittisk-amerikansk statsvetare och militärteoretiker som framförallt gjort sig bemärkt inom säkerhetspolitisk teori och strategistudier samt strategisk teori. Gray spelade bland annat en central roll inom den kärnvapenstrategiska diskursen under 1980-talet.
Gray avlade examen vid University of Manchester 1965 och blev filosofie doktor i internationell politik vid Oxford University 1970. Gray arbetade därefter först vid International Institute for Strategic Studies i London och därefter chef för nationella säkerhetsstudier vid Hudson Institute i New York. Gray har verkat som försvarsrådgivare till både brittiska och amerikanska regeringar och var mellan 1982 och 1987 medlem i rådgivningskommittén för vapenkontroll och nedrustning under Ronald Reagan. Han har därefter undervisat vid University of Hull, University of Lancaster, York University,  University of Toronto och University of British Columbia. Gray slutade sin karriär som professor i internationell politik och strategistudier vid University of Reading.
Under sin verksamma tid författade Gray bland annat 30 böcker, 84 enskilda kapitel och 242 vetenskapliga artiklar inom sitt verksamhetsområde.

### Webbkällor
- ”Dr. Colin S. Gray” (på engelska). National Institute for Public Policy. 2020. https://www.nipp.org/professional-staff/dr-colin-s-gray/. Läst 29 april 2020.
- Hoffman, Frank G. (2 mars 2020). ”“Fifty Shades of Gray”: A Tribute to Colin S. Gray (1943–2020)” (på engelska). Foreign Policy Research Institute. https://www.fpri.org/article/2020/03/fifty-shades-of-gray-a-tribute-to-colin-s-gray-1943-2020/. Läst 29 april 2020.
- ”De la puissance aérienne dans la stratégie militaire – hommage à Colin Gray (1943-2020)” (på franska). Groupe Areion. 28 februari 2020. https://www.areion24.news/2020/02/28/de-la-puissance-aerienne-dans-la-strategie-militaire-hommage-a-colin-gray-1943-2020/. Läst 29 april 2020.